# بيرلاد
بيرلاد (بالرومانية: Bârlad )‏ هي، في رومانيا، والممالك المتحدة، ومولدافيا، تقع في إقليم فاسلوي، بلغ عدد سكانها 55,837  نسمة وذلك حسب إحصائيات سنة 2011، عاصمتها Bârlad ‏، تبلغ مساحتها 20 كيلومتر مربع، رمزها البريدي هو 731001–731231.

## معرض صور

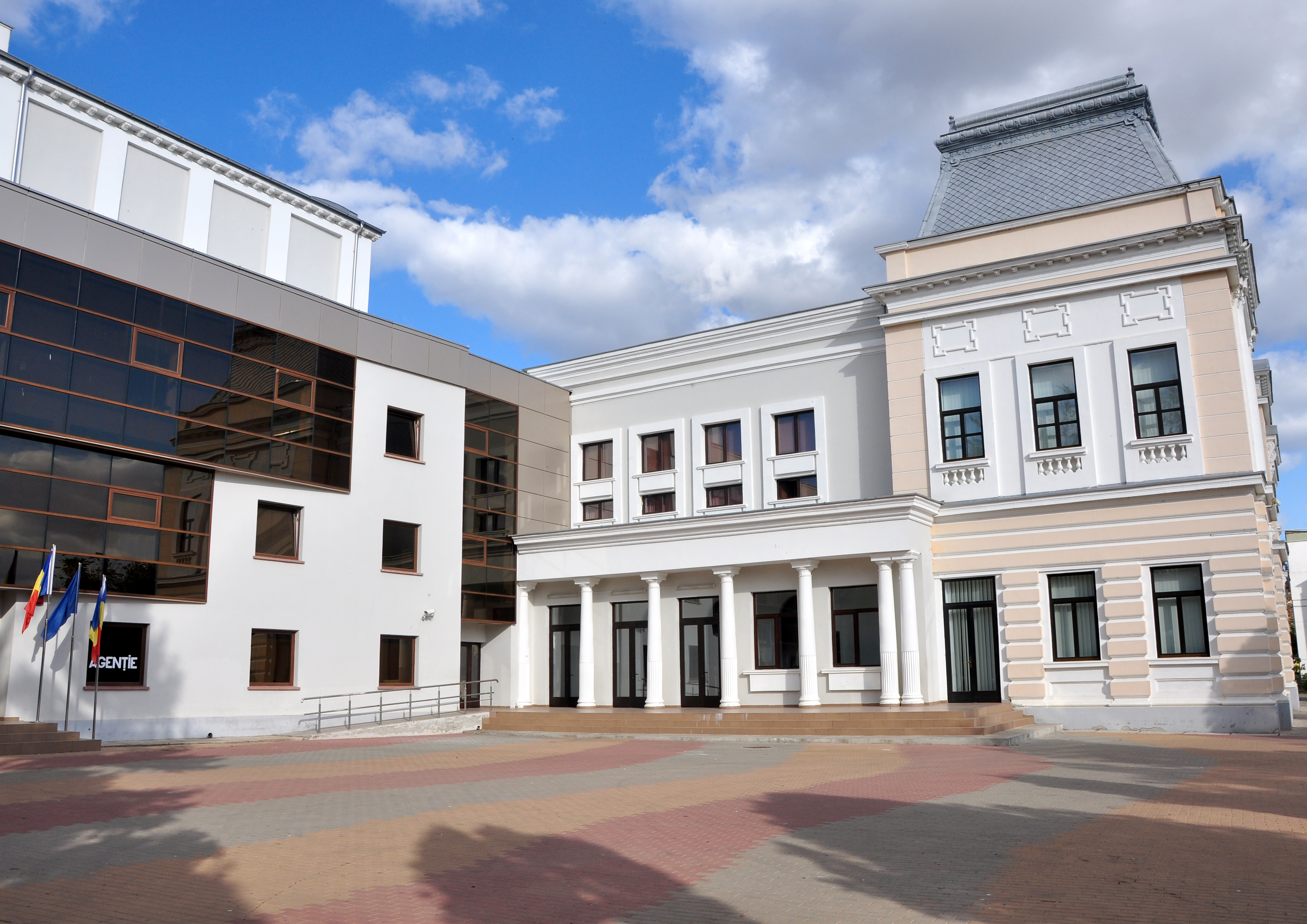
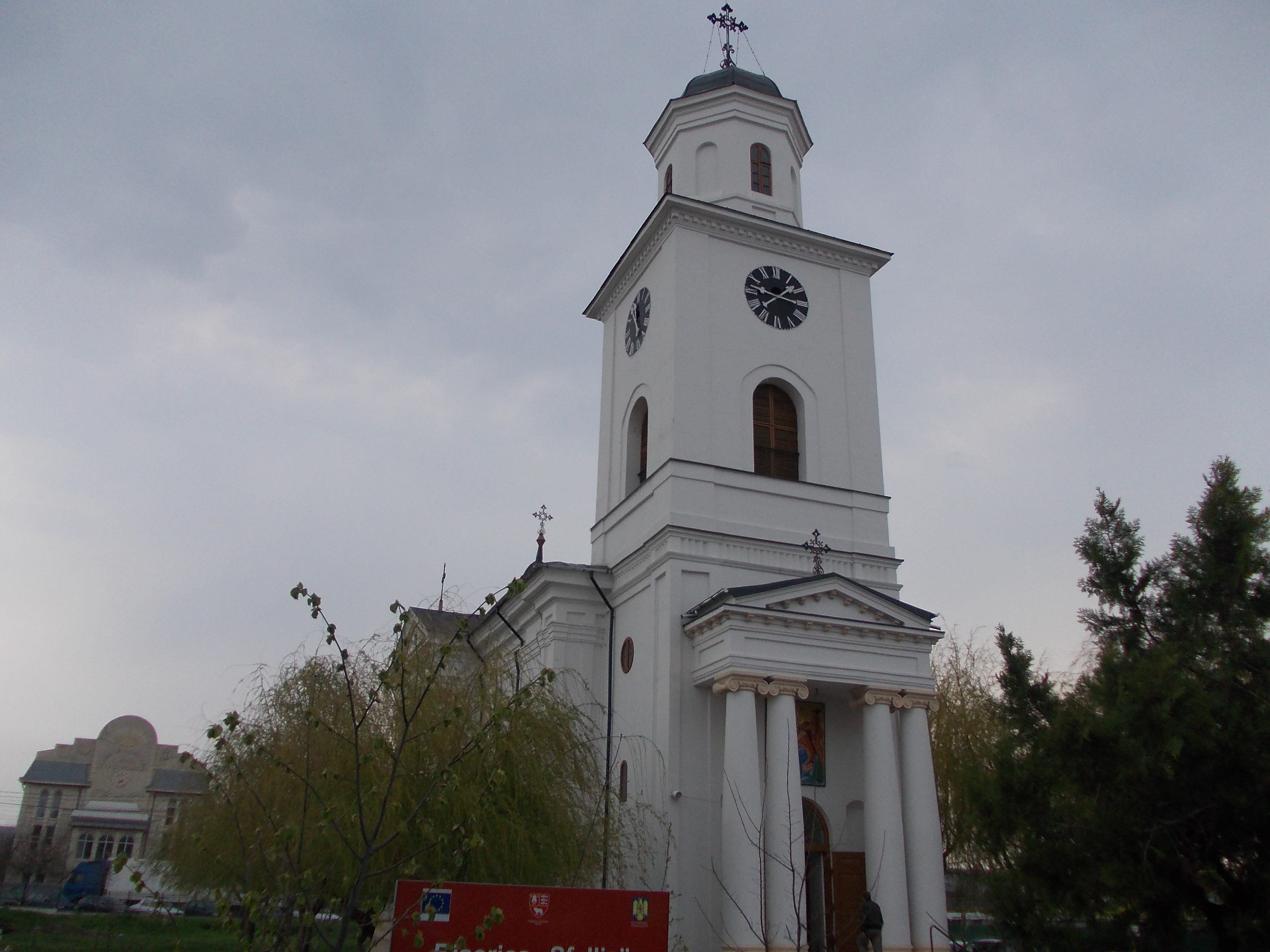
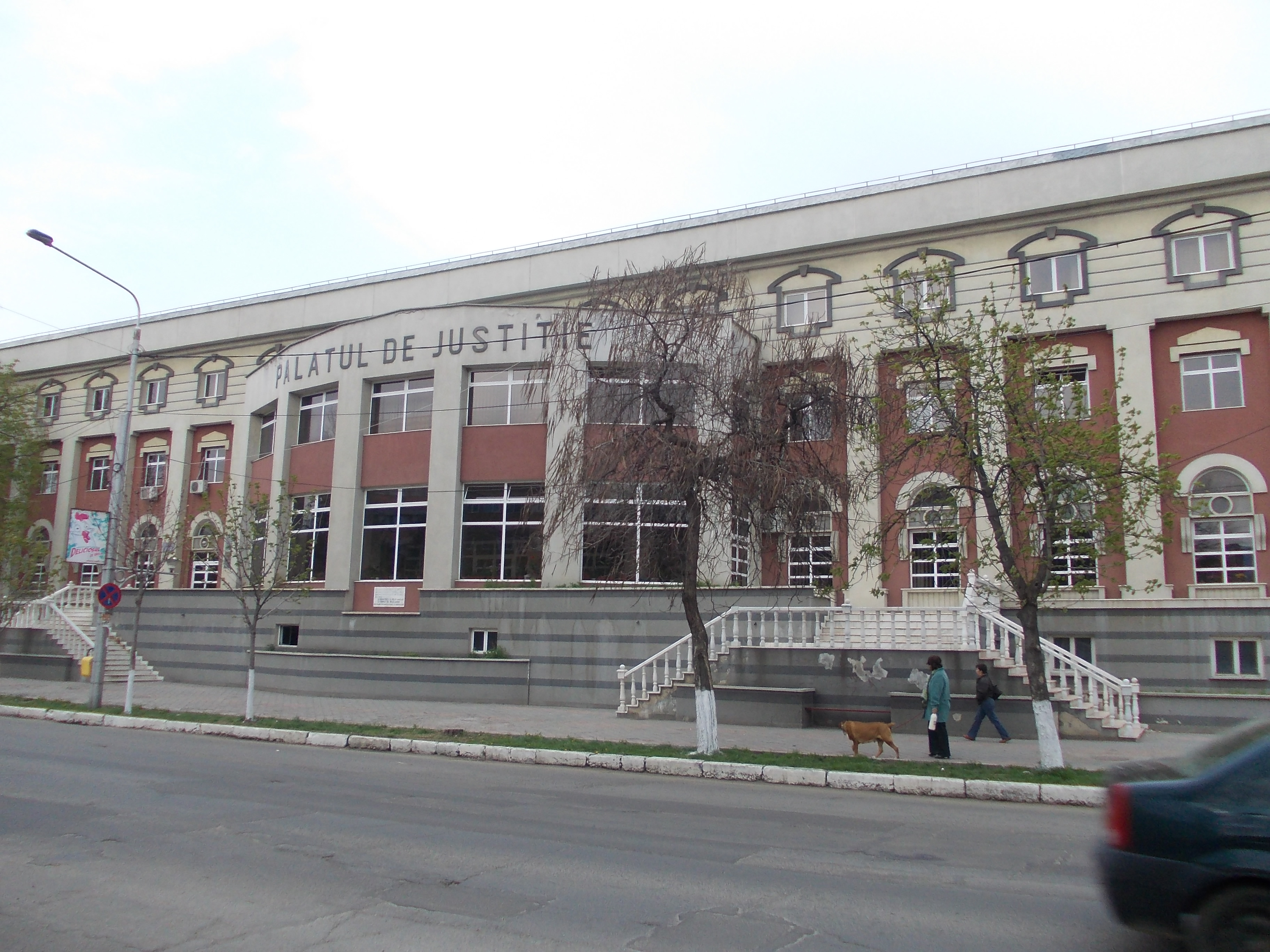
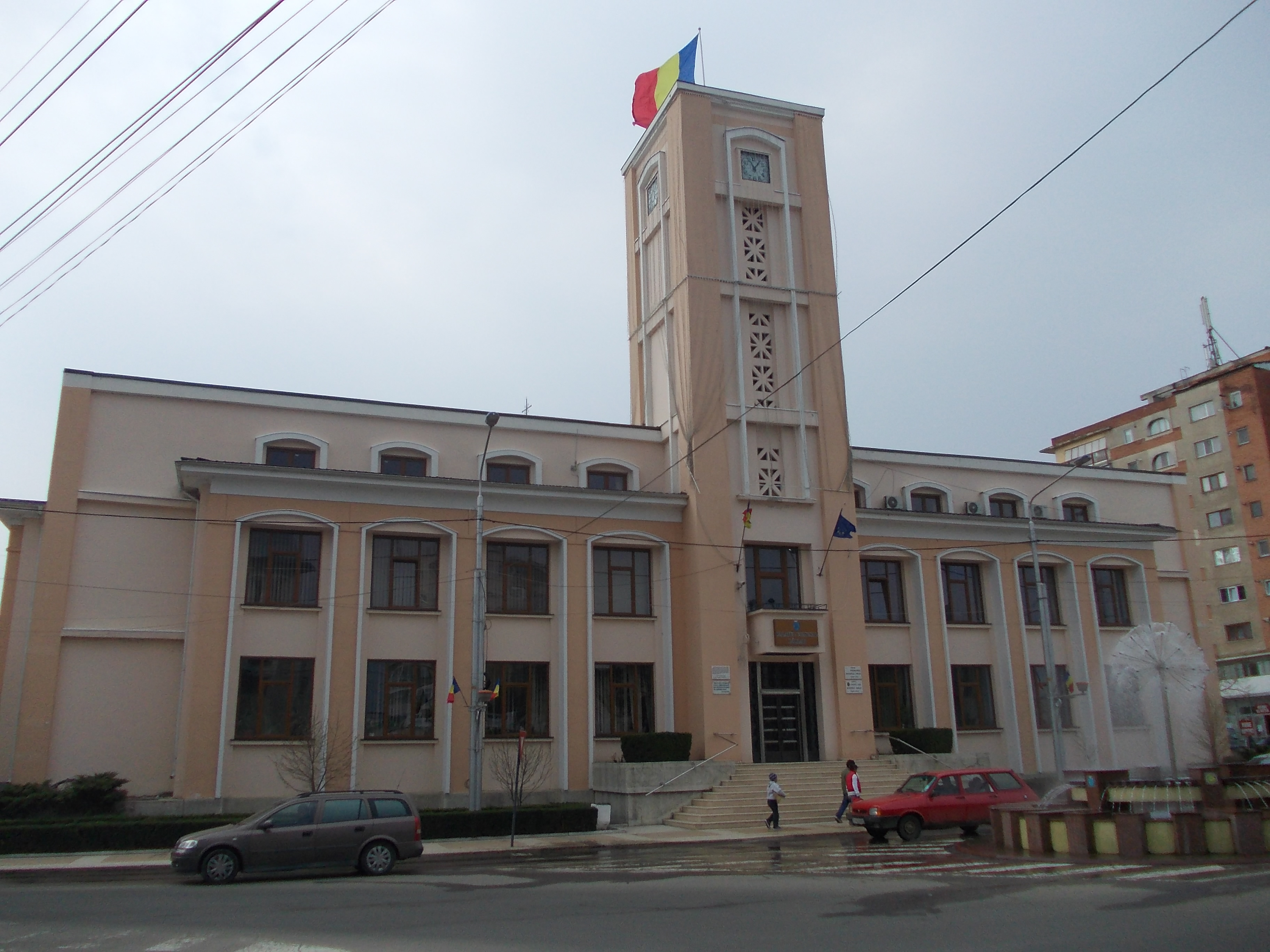
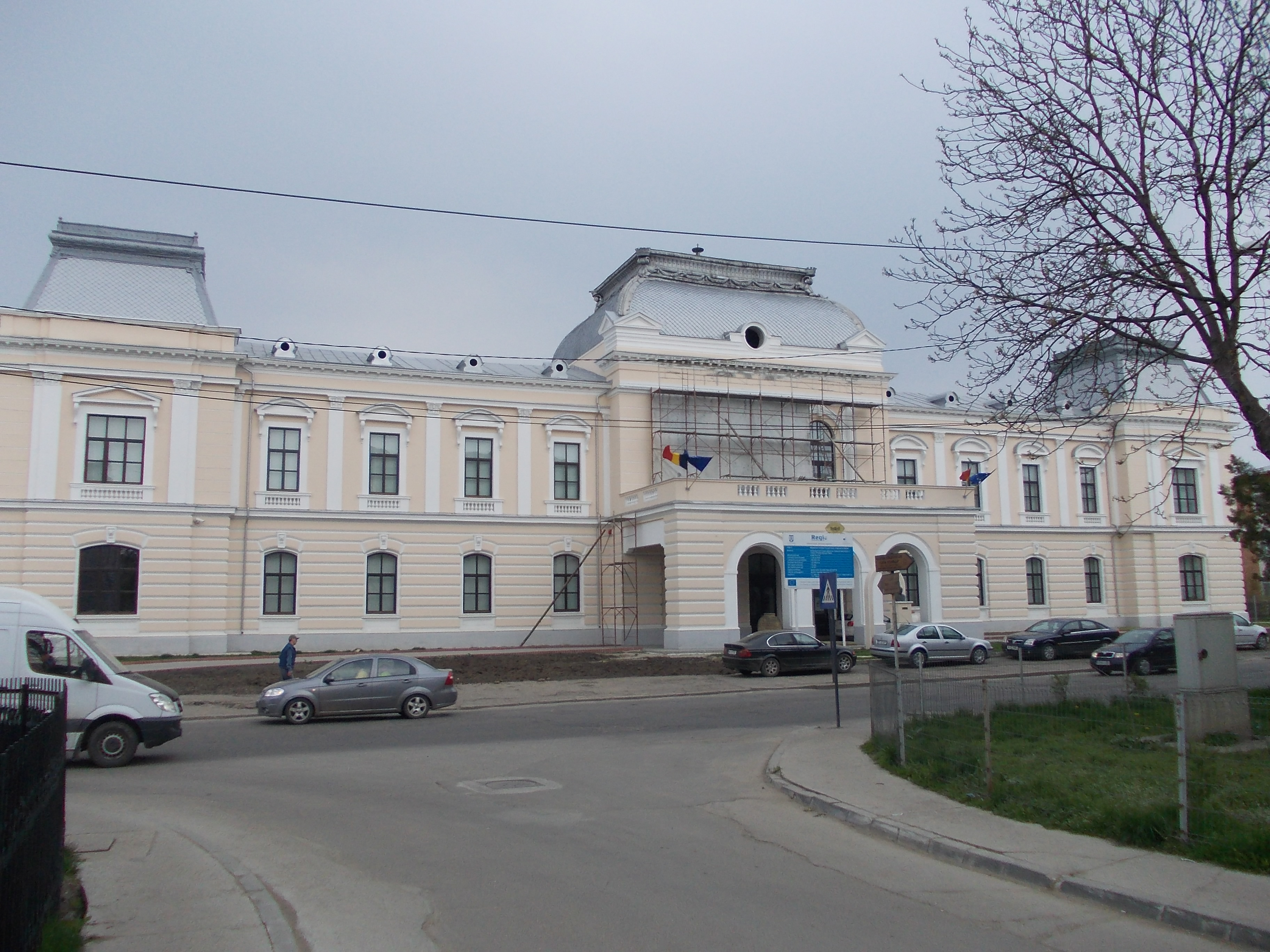

## أعلام
- فيكتور إيوان بوبا
- ألكسندر يوحنا كوزا
- أندريا رادوكان
- قنسطنطين فاسيليو رشكانو
- بيني برونر